# Часник скісний
Часник скісний, цибуля коса (Allium obliquum) — вид трав'янистих рослин родини амарилісові (Amaryllidaceae), поширений у східній Європі, західній і центральній Азії.

## Опис
Багаторічна рослина 30–60 см заввишки. Листки широколінійні, зближені в середній частині стебла. Листочки оцвітини зеленувато-жовтуваті, 4–5 мм довжиною; тичинки довші оцвітини. Цибулина поодинока, яйцеподібно-циліндрична, 2–3 см в діаметрі. Листи шириною 5–20 мм, поступово худніть до верхівки. Зонтик кулясті, щільно багатоквітий.

## Поширення
Поширений у Європі (Румунія, Україна, Росія) та Азії (Росія, Казахстан, Киргизстан, Монголія, Китай [Синьцзян (пн.-зх.)]).
В Україні вид зростає на трав'янистих і кам'янистих схилах — в західному Лісостепу, (Хмельницька обл., Кам'янець-Подільський р-н), рідко.

## Галерея

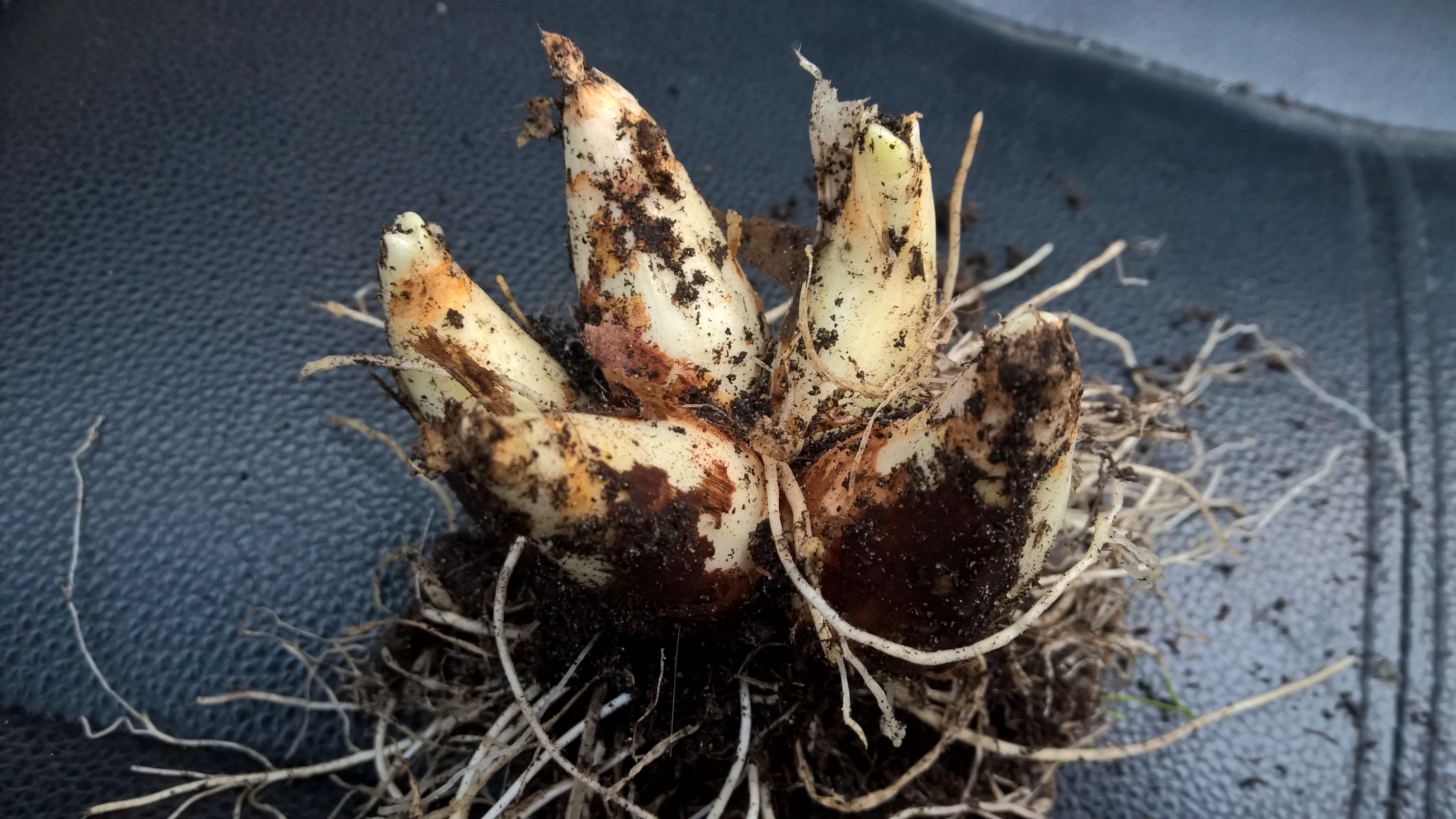
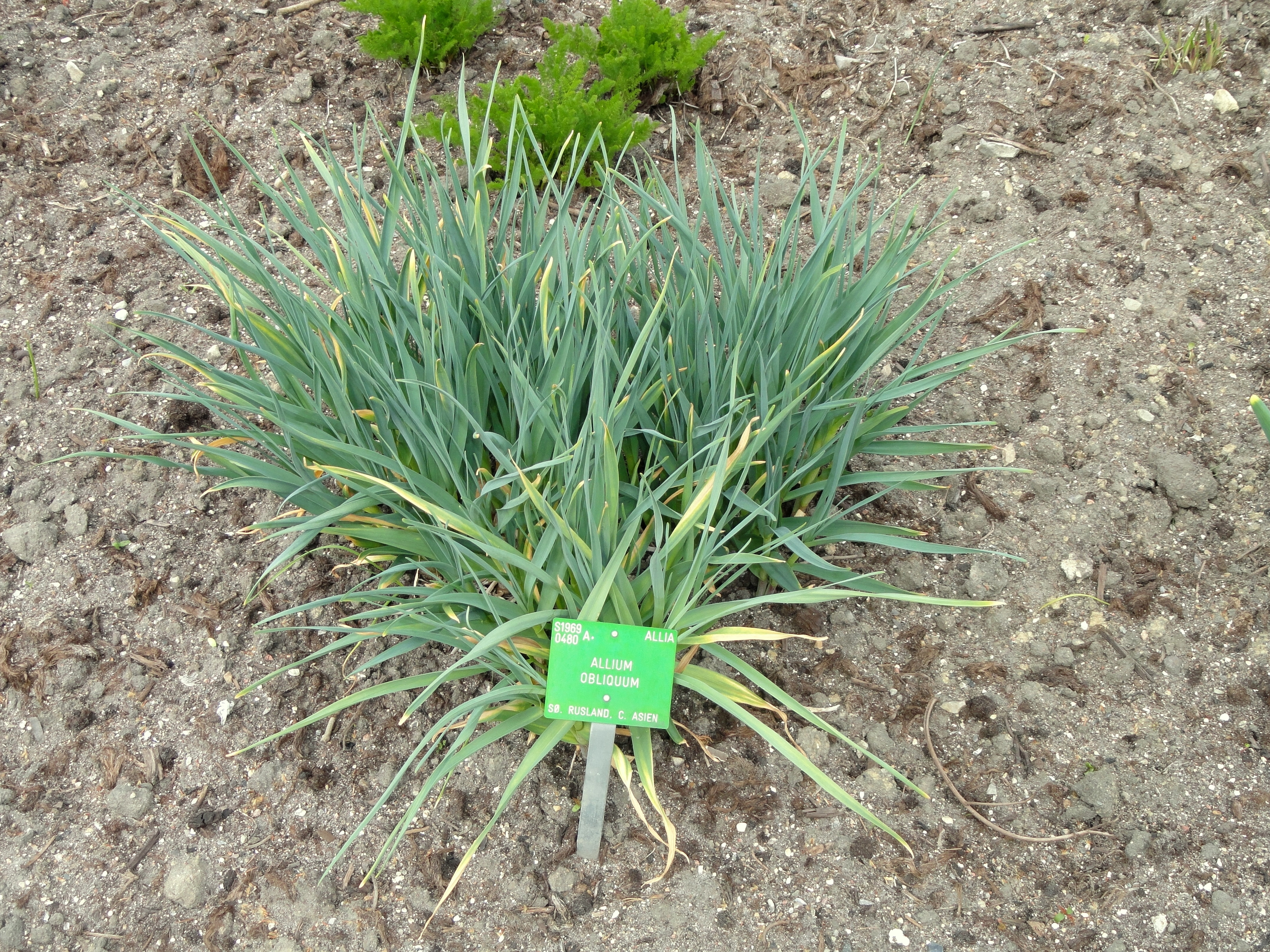
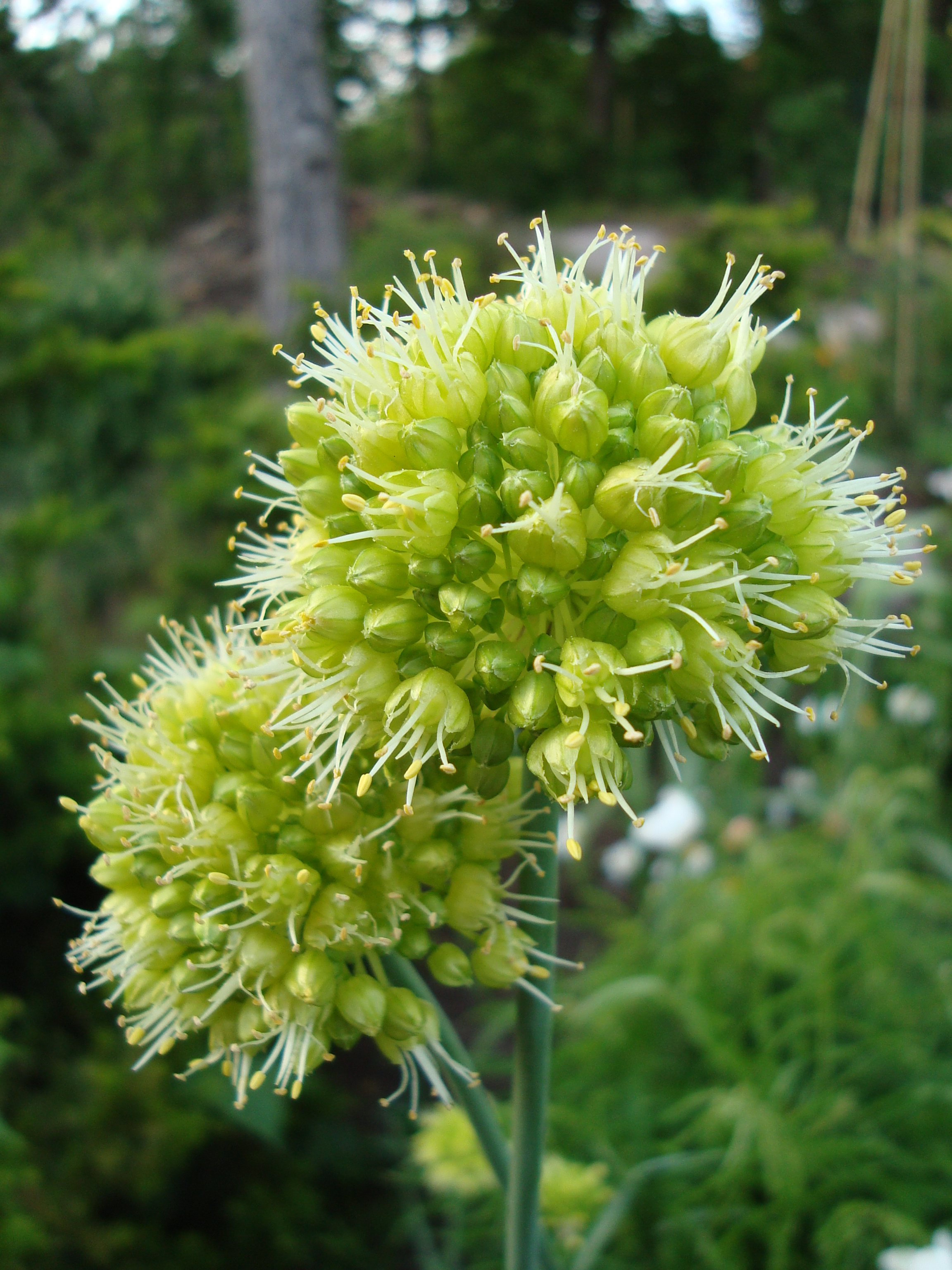